# Агапіт II (архімандрит Печерський)
Агапіт II (д/н — бл. 1289) — церковний діяч часів Ординського ярма.

## Життєпис
Про нього замало відомостей. Після переходу архімандрита Києво-Печерського монастиря Серапіона I на Володимирсько-Суздальську єпархію стає новим настоятелем.
Ймовірно брав участь у церковних соборах 1273, 1276 і 1284 років, що проходили у Києві (хоча чітких письмових згадок про це немає, проте сумнівно, що очільник найвпливовішого монастиря міг проігнорувати таку важливу подію).
Незважаючи на належність Києва великому князю Київському і Галицькому Леву Даниловичу більш міцні стосунки мав з володимирським князем Володимиром Васильковичом, при дворі якого часто бував. 1288 року був присутній при смерті останнього. Також брав участь в його відспівуванні.
До цього ж періоду (1280-ті роки) відноситься створення копії (списку) ікони Печерської Божої матері, що за легендою вилікувала князя чернігівського і брянського Романа Михайловича від сліпоти. Це на думку дослідників свідчить про тісні стосунки монастиря з Брянськом.
Помер Агапіт II ймовірно у 1289 році. Новим архімандритом став Досіфей I або Іоанн II.